# Galaxis. Noua operă spațială
Galaxis. Noua operă spațială este o antologie de povestiri științifico-fantastice space opera editată de Antuza Genescu care a apărut la Editura Eagle în 2016. Antologia a fost realizată ca un omagiu adus scriitorului român Liviu Radu care a decedat la 17 octombrie 2015. Este parte a seriei Antologiile SRSFF, vol. VI.

## Cuprins
- „Niciun port din galaxie” de Ioana Vișan[3][2]
- „Solitudine” de Daniel Haiduc[3][2]
- „WW0” de George Lazăr[3][2]
- „Desprindere lentă” de Silviu Genescu[3][2]
- „La început au fost serviciile de calitate” de Alexandru Lamba[3][2]
- „Scriitor” de Liviu Radu[3][2]
- „Evangelion” de Liviu Surugiu[3][2]